# جهنمية حزمية
الجهنمية الحزمية (الاسم العلمي:Bougainvillea fasciculata) هي نوع غير مؤكد من النباتات يتبع جنس الجهنمية من الفصيلة الشبية.